# Schonungen
Schonungen is een plaats in de Duitse deelstaat Beieren, en maakt deel uit van het Landkreis Schweinfurt.
Schonungen telt 7.663 inwoners.

## Plaatsen in de gemeente Schonungen
- Abersfeld
- Bayerhof
- Forst
- Hausen
- Kaltenhof
- Löffelsterz
- Mainberg
- Marktsteinach
- Rednershof
- Reichelshof
- Reichmannshausen
- Schonungen
- Waldsachsen

Bergrheinfeld ·
Dingolshausen ·
Dittelbrunn ·
Donnersdorf ·
Euerbach ·
Frankenwinheim ·
Geldersheim ·
Gerolzhofen ·
Gochsheim ·
Grafenrheinfeld ·
Grettstadt ·
Kolitzheim ·
Lülsfeld ·
Michelau i.Steigerwald ·
Niederwerrn ·
Oberschwarzach ·
Poppenhausen ·
Röthlein ·
Schonungen ·
Schwanfeld ·
Schwebheim ·
Sennfeld ·
Stadtlauringen ·
Sulzheim ·
Üchtelhausen ·
Waigolshausen ·
Wasserlosen ·
Werneck ·
Wipfeld